# Estación Presidencia de la Plaza
Presidencia de la Plaza es una estación de ferrocarril ubicada en la ciudad homónima, Departamento Presidencia de la Plaza, provincia del Chaco, Argentina

## Servicios
No presta servicios de pasajeros, sólo de cargas de la empresa Trenes Argentinos Cargas. Las vías por donde corren los trenes corresponden al Ramal C3 del Ferrocarril General Belgrano.